# Камаев, Альфред Васильевич
Альфред Васильевич Камаев — советский научный и политический деятель, кандидат физико-математических наук.

## Биография
Родился в 1929 году. Член КПСС.
Окончил Ленинградский политехнический институт.
В 1953—1968 гг. — научный сотрудник Лаборатории В, научный сотрудник Лаборатории экспериментальной реакторной физики, научный сотрудник, старший научный сотрудник Лаборатории ядерной безопасности ФЭИ.
В 1968—1983 гг. — секретарь парткома ФЭИ.
В 1983—1990 гг. — первый секретарь Обнинского горкома КПСС.
В 1990—1997 гг. — старший научный сотрудник информационного отдела ГНЦ РФ — ФЭИ.
Делегат XXVII съезда КПСС.
Умер в 1997 году в Обнинске.

## Награды
- Орден Трудового Красного Знамени (дважды)
- Орден Дружбы народов (1981)
- Орден Знак Почёта (1986)